# تیم ملی فوتبال زیر ۱۷ سال فرانسه
تیم ملی فوتبال زیر ۱۷ سال فرانسه یا تیم ملی فوتبال نوجوانان فرانسه نماینده فوتبال کشور فرانسه در مسابقات نوجوانان اروپا و بین‌المللی است که زیر نظر فدراسیون فوتبال فرانسه فعالیت می‌کند.

## آمار تیم زیر ۱۷ سال فرانسه

### جام جهانی فوتبال زیر ۱۷ سال
| سال   | عنوان                    | بازی                     | برد                      | م*                       | باخت                     | گ ز                      | گ خ                      |                          |
| ----- | ------------------------ | ------------------------ | ------------------------ | ------------------------ | ------------------------ | ------------------------ | ------------------------ | ------------------------ |
| ۱۹۸۵  | به مسابقات راه پیدا نکرد | به مسابقات راه پیدا نکرد | به مسابقات راه پیدا نکرد | به مسابقات راه پیدا نکرد | به مسابقات راه پیدا نکرد | به مسابقات راه پیدا نکرد | به مسابقات راه پیدا نکرد | به مسابقات راه پیدا نکرد |
| ۱۹۸۷  | یک چهارم نهایی           | ۴                        | ۱                        | ۱                        | ۲                        | ۶                        | ۶                        |                          |
| ۱۹۸۹  | به مسابقات راه پیدا نکرد | به مسابقات راه پیدا نکرد | به مسابقات راه پیدا نکرد | به مسابقات راه پیدا نکرد | به مسابقات راه پیدا نکرد | به مسابقات راه پیدا نکرد | به مسابقات راه پیدا نکرد | به مسابقات راه پیدا نکرد |
| ۱۹۹۱  | به مسابقات راه پیدا نکرد | به مسابقات راه پیدا نکرد | به مسابقات راه پیدا نکرد | به مسابقات راه پیدا نکرد | به مسابقات راه پیدا نکرد | به مسابقات راه پیدا نکرد | به مسابقات راه پیدا نکرد | به مسابقات راه پیدا نکرد |
| ۱۹۹۳  | به مسابقات راه پیدا نکرد | به مسابقات راه پیدا نکرد | به مسابقات راه پیدا نکرد | به مسابقات راه پیدا نکرد | به مسابقات راه پیدا نکرد | به مسابقات راه پیدا نکرد | به مسابقات راه پیدا نکرد | به مسابقات راه پیدا نکرد |
| ۱۹۹۵  | به مسابقات راه پیدا نکرد | به مسابقات راه پیدا نکرد | به مسابقات راه پیدا نکرد | به مسابقات راه پیدا نکرد | به مسابقات راه پیدا نکرد | به مسابقات راه پیدا نکرد | به مسابقات راه پیدا نکرد | به مسابقات راه پیدا نکرد |
| ۱۹۹۷  | به مسابقات راه پیدا نکرد | به مسابقات راه پیدا نکرد | به مسابقات راه پیدا نکرد | به مسابقات راه پیدا نکرد | به مسابقات راه پیدا نکرد | به مسابقات راه پیدا نکرد | به مسابقات راه پیدا نکرد | به مسابقات راه پیدا نکرد |
| ۱۹۹۹  | به مسابقات راه پیدا نکرد | به مسابقات راه پیدا نکرد | به مسابقات راه پیدا نکرد | به مسابقات راه پیدا نکرد | به مسابقات راه پیدا نکرد | به مسابقات راه پیدا نکرد | به مسابقات راه پیدا نکرد | به مسابقات راه پیدا نکرد |
| ۲۰۰۱  | قهرمان                   | ۶                        | ۵                        | ۰                        | ۱                        | ۱۸                       | ۸                        |                          |
| ۲۰۰۳  | به مسابقات راه پیدا نکرد | به مسابقات راه پیدا نکرد | به مسابقات راه پیدا نکرد | به مسابقات راه پیدا نکرد | به مسابقات راه پیدا نکرد | به مسابقات راه پیدا نکرد | به مسابقات راه پیدا نکرد | به مسابقات راه پیدا نکرد |
| ۲۰۰۵  | به مسابقات راه پیدا نکرد | به مسابقات راه پیدا نکرد | به مسابقات راه پیدا نکرد | به مسابقات راه پیدا نکرد | به مسابقات راه پیدا نکرد | به مسابقات راه پیدا نکرد | به مسابقات راه پیدا نکرد | به مسابقات راه پیدا نکرد |
| ۲۰۰۷  | یک چهارم نهایی           | ۵                        | ۲                        | ۲                        | ۱                        | ۸                        | ۶                        |                          |
| ۲۰۰۹  | به مسابقات راه پیدا نکرد | به مسابقات راه پیدا نکرد | به مسابقات راه پیدا نکرد | به مسابقات راه پیدا نکرد | به مسابقات راه پیدا نکرد | به مسابقات راه پیدا نکرد | به مسابقات راه پیدا نکرد | به مسابقات راه پیدا نکرد |
| ۲۰۱۱  | یک چهارم نهایی           | ۵                        | ۲                        | ۲                        | ۱                        | ۹                        | ۶                        |                          |
| ۲۰۱۳  | به مسابقات راه پیدا نکرد | به مسابقات راه پیدا نکرد | به مسابقات راه پیدا نکرد | به مسابقات راه پیدا نکرد | به مسابقات راه پیدا نکرد | به مسابقات راه پیدا نکرد | به مسابقات راه پیدا نکرد | به مسابقات راه پیدا نکرد |
| ۲۰۱۵  | یک شانزدهم               | ۴                        | ۳                        | ۱                        | ۰                        | ۱۴                       | ۴                        |                          |
| ۲۰۱۷  | یک شانزدهم               | ۴                        | ۳                        | ۰                        | ۱                        | ۱۵                       | ۵                        |                          |
| مجموع | یک عنوان                 | ۲۷                       | ۱۶                       | ۶                        | ۶                        | ۷۰                       | ۳۵                       |                          |

### مسابقات فوتبال زیر ۱۷ سال اروپا
| سال   | عنوان                    | بازی                     | برد                      | م*                       | باخت                     | گ ز                      | گ خ                      |                          |
| ----- | ------------------------ | ------------------------ | ------------------------ | ------------------------ | ------------------------ | ------------------------ | ------------------------ | ------------------------ |
| ۲۰۰۲  | نایب قهرمان              | ۶                        | ۱                        | ۴                        | ۱                        | ۵                        | ۴                        |                          |
| ۲۰۰۳  | به مسابقات راه پیدا نکرد | به مسابقات راه پیدا نکرد | به مسابقات راه پیدا نکرد | به مسابقات راه پیدا نکرد | به مسابقات راه پیدا نکرد | به مسابقات راه پیدا نکرد | به مسابقات راه پیدا نکرد | به مسابقات راه پیدا نکرد |
| ۲۰۰۴  | قهرمان                   | ۵                        | ۵                        | ۰                        | ۰                        | ۱۱                       | ۳                        |                          |
| ۲۰۰5  | به مسابقات راه پیدا نکرد | به مسابقات راه پیدا نکرد | به مسابقات راه پیدا نکرد | به مسابقات راه پیدا نکرد | به مسابقات راه پیدا نکرد | به مسابقات راه پیدا نکرد | به مسابقات راه پیدا نکرد | به مسابقات راه پیدا نکرد |
| ۲۰۰۶  | به مسابقات راه پیدا نکرد | به مسابقات راه پیدا نکرد | به مسابقات راه پیدا نکرد | به مسابقات راه پیدا نکرد | به مسابقات راه پیدا نکرد | به مسابقات راه پیدا نکرد | به مسابقات راه پیدا نکرد | به مسابقات راه پیدا نکرد |
| ۲۰۰۷  | نیمه نهایی               | ۴                        | ۱                        | ۱                        | ۲                        | ۴                        | ۶                        |                          |
| ۲۰۰۸  | نایب قهرمان              | ۵                        | ۲                        | ۲                        | ۱                        | ۸                        | ۹                        |                          |
| ۲۰۰۹  | مرحله گروهی              | ۳                        | ۰                        | ۲                        | ۱                        | ۲                        | ۳                        |                          |
| ۲۰۱۰  | نیمه نهایی               | ۴                        | ۲                        | ۰                        | ۲                        | ۶                        | ۵                        |                          |
| ۲۰۱۱  | مرحله گروهی              | ۳                        | ۰                        | ۲                        | ۱                        | ۳                        | ۴                        |                          |
| ۲۰۱۲  | مرحله گروهی              | ۳                        | ۰                        | ۲                        | ۱                        | ۳                        | ۶                        |                          |
| ۲۰۱۳  | به مسابقات راه پیدا نکرد | به مسابقات راه پیدا نکرد | به مسابقات راه پیدا نکرد | به مسابقات راه پیدا نکرد | به مسابقات راه پیدا نکرد | به مسابقات راه پیدا نکرد | به مسابقات راه پیدا نکرد | به مسابقات راه پیدا نکرد |
| ۲۰۱۴  | به مسابقات راه پیدا نکرد | به مسابقات راه پیدا نکرد | به مسابقات راه پیدا نکرد | به مسابقات راه پیدا نکرد | به مسابقات راه پیدا نکرد | به مسابقات راه پیدا نکرد | به مسابقات راه پیدا نکرد | به مسابقات راه پیدا نکرد |
| ۲۰۱۵  | قهرمان                   | ۶                        | ۵                        | ۱                        | ۰                        | ۱۵                       | ۲                        |                          |
| ۲۰۱۶  | مرحله گروهی              | ۳                        | ۰                        | ۱                        | ۲                        | ۰                        | ۳                        |                          |
| ۲۰۱۷  | رتبه پنجم                | ۵                        | ۳                        | ۰                        | ۲                        | ۱۳                       | ۷                        |                          |
| ۲۰۱۸  | TBD                      | TBD                      | TBD                      | TBD                      | TBD                      | TBD                      | TBD                      | TBD                      |
| مجموع | دو عنوان                 | ۴۷                       | ۱۹                       | ۱۵                       | ۱۲                       | ۷۰                       | ۵۲                       |                          |